# Kanbayashi Snowboard Park
Le Kanbayashi Snowboard Park est un parc de snowboard du Japon situé à Yamanouchi, dans la Préfecture de Nagano. Il a accueilli les épreuves de half-pipe lors des Jeux olympiques d'hiver de 1998.

## Description
Pendant les Jeux, 10 000 spectateurs peuvent assister aux compétitions. La piste utilisée a une longueur de 120 mètres et une largeur de 15 mètres.